# Six Degrees of Inner Turbulence
Albums de Dream Theater
Live Scenes from New York
(2001) Train of Thought
(2003)
Six Degrees of Inner Turbulence, souvent abrégé SDOIT ou 6DOIT, est le sixième album studio, sorti le 29 janvier 2002, du groupe Dream Theater.
Il s'agit d'un double album : le premier disque comprend 5 titres d'une longueur variant entre 6 et 13 minutes, le deuxième disque ne comprend qu'un seul titre éponyme long de 42 minutes divisé en huit parties ayant chacune son unité.
Après l'énorme succès de Metropolis Part 2: Scenes from a Memory, l'accueil de Six Degrees fut partagé. Rythmique relativement moderne, plus "heavy", Dream Theater part à la recherche de nouveaux sons et ne tombe pas dans le Scenes from a memory bis. Six Degrees se veut plus sombre et agressif que les albums précédents, avec cependant des ballades comme Disappear et Misunderstood.

## Liste des chansons

### Disque 1
Toute la musique est composée par John Petrucci, John Myung, Jordan Rudess et Mike Portnoy.
| No | Titre                                                                | Paroles       | Durée                      |
| -- | -------------------------------------------------------------------- | ------------- | -------------------------- |
| 1. | The Glass Prison - I. Reflection - II. Restoration - III. Revelation | Mike Portnoy  | 13:52 - 5:54 - 3:44 - 4:14 |
| 2. | Blind Faith                                                          | James LaBrie  | 10:21                      |
| 3. | Misunderstood                                                        | John Petrucci | 9:32                       |
| 4. | The Great Debate                                                     | Petrucci      | 13:45                      |
| 5. | Disappear                                                            | LaBrie        | 6:45                       |

### Disque 2
Toute la musique est composée par John Petrucci, John Myung, Jordan Rudess et Mike Portnoy.
| No | Titre                                                               | Paroles        | Durée |
| -- | ------------------------------------------------------------------- | -------------- | ----- |
| 1. | Six Degrees of Inner Turbulence: I. Overture                        | (Instrumental) | 6:50  |
| 2. | Six Degrees of Inner Turbulence: II. About to Crash                 | Petrucci       | 5:50  |
| 3. | Six Degrees of Inner Turbulence: III. War Inside My Head            | Portnoy        | 2:08  |
| 4. | Six Degrees of Inner Turbulence: IV. The Test That Stumped Them All | Portnoy        | 5:03  |
| 5. | Six Degrees of Inner Turbulence: V. Goodnight Kiss                  | Portnoy        | 6:17  |
| 6. | Six Degrees of Inner Turbulence: VI. Solitary Shell                 | Petrucci       | 5:47  |
| 7. | Six Degrees of Inner Turbulence: VII. About to Crash (Reprise)      | Petrucci       | 4:04  |
| 8. | Six Degrees of Inner Turbulence: VIII. Losing Time / Grand Finale   | Petrucci       | 5:59  |

## Composition du groupe
- James LaBrie – voix
- John Myung – basse
- John Petrucci – guitares
- Mike Portnoy – percussions
- Jordan Rudess – claviers